# 我要把我的帽子找回来
《我要把我的帽子找回来》是由加拿大作家和插畫家乔恩·克拉森創作，美國燭芯出版社出版于2011年的插畫童書，為《乔恩·克拉森帽子盒》系列三部曲中的第一部，其續作為《這不是我的帽子》和《發現一頂帽子》。該書以隱喻及暗示性的結局著名。

## 故事内容
一隻棕熊尋找丟失的帽子，他詢問狐狸與青蛙，兩者都稱沒看見。棕熊隨後遇到戴著紅色尖頂帽的小兔子，小兔子回答“我沒看見帽子，我不知道你在說什麼，我不可能會偷帽子。不要再問我問題了。”熊接著遇到烏龜、蛇和一隻形似穿山甲的生物，可他們都稱沒看見棕熊的帽子。
當棕熊感嘆他的帽子不會回來時，一隻小鹿走到了他的跟前，問他是否記得帽子是什麼顏色的；棕熊恍然想起他的帽子正是一頂紅色的尖角帽，於是棕熊飛奔著找到了兔子：“你，偷了我的帽子！”他怒吼道。在一頁過後，棕熊坐在軟爛的草地上，頭戴著帽子，小兔子卻不見蹤影。此時，一隻松鼠走過來，詢問他是否有看見“一隻戴著紅色尖帽的小兔子”。而他回答道：
我沒看見小兔子，我不知道你在說什麼，我不可能會吃兔子。不要再問我問題了。

## 評價與反響
本書在出版后取得巨大商業成功，占據《紐約時報》暢銷書排行榜近一年。“[...]這是一本阖家欢乐的書，無論兒童或大人都可以笑得很開心。”專欄作家帕梅拉·保羅評論道，“[...]從這部處女作，可以看到作者光明的前途。”《芝加哥論壇報》評論這本書的樂趣在於從一系列隱喻中尋找細節，以此推斷情節。不過人們也對結局有較大爭議，認爲暗示棕熊殺死兔子過於黑暗，對兒童是不合適的。“[...]確實有些客人喜歡這本書”一位出版商人說道，“直到他們翻到最後幾頁。”

## 改編作品
在2013年，韦斯顿森林工作室聯合比格福特工作室製作《我要把我的帽子找回来》的動畫版，由蓋倫·福特導演、編劇與擔任動畫製作。原作者乔恩·克拉森也在這部作品中客串，為小鹿配音。本片在旧金山国际电影节金门奖入围，獲芝加哥國際兒童電影節評審團最佳動畫短片二等獎。
英國國家劇團改編的同名音樂劇于2015年11月12日在倫敦開演，由威爾斯·威爾遜演奏、喬治·霍伍德作詞、亞瑟·達維作曲。該劇受到倫敦觀眾的广泛歡迎，《衛報》專欄作家蘇珊娜·克萊普稱“這部劇有著樸實卻又靈巧的魅力”，並堅信“不會有一個客人會選擇退票”。本音樂劇也榮獲該年奧利弗最佳家庭與娛樂節目獎提名。